# 咸昌郡
咸昌郡（함창군）は、咸昌邑を中心に恭検面と利安面の尚州市北部1邑2面にあった旧行政区域である。面積は135.21km2である。

## 古寧伽倻
伽耶時代に古寧伽倻があった地域だと言われているが、実はこの地域はそもそも辰韓の沙伐国に属し、伽倻へ変わったとは全然関係ない地域だ。
合唱邑会天里と全高領伽倻王陵が慶北記念物第26号に伝わる。

## 歴史
- 近くの沙伐面に先史遺跡が確認された。明確な遺跡は発見されなかった。
- 三国志 ウィジ東移転に戶路国があったと伝える。後に沙伐国の領域となった。
- 249年 詀解王3年、昔于老の新羅軍が沙伐国を征服し、沙伐地域に沙伐州を設置した。
咸昌郡地域に古東攬郡が設置された。古東攬郡は古陵とも呼ばれた。
- 757年 景徳王16年に全国の行政体制および行政単位の名称を改革し、古寧郡に改名し、嘉善県、冠山県、虎溪県の3県を管轄した。
- 新羅末期にこの地域に移住してきた伽耶移民たちが独立国を建て、新羅政府に反気を聞いた。
- 940年 天守23年、伽耶国の名称を5伽耶に改名し、古寧伽倻国に訛傳され始めた。
- 964年 高麗光宗15年に咸寧郡に改名した。
- 995年 高麗成宗14年、全国を10道に整備して嶺南道となった。
- 1018年 高麗顕宗9年に尚州に合併され、後に咸昌県として復活した。
- 1895年 二十三府制で行政区域が再編され、安東府管轄4等郡の咸昌郡となって、翌年の十三道制に還元され慶尚北道に編入された。
- 1914年に日帝による行政変更で尚州郡に合併した。 傘下7面が咸昌、恭検、利安の3面に分割された。
- 1980年12月1日、咸昌面が邑に昇格した。